# Feuerkogel
Feuerkogel är ett berg i Österrike. Det ligger i distriktet Gmunden och förbundslandet Oberösterreich, i den centrala delen av landet, 200 km väster om huvudstaden Wien. Toppen på Feuerkogel är 1 592 meter över havet. Feuerkogel utgör den östliga änden av Höllengebirge, som sträcker sig mellan Attersee och Traunsee och skjuter fram mot den södra stranden av Traunsee. Höllengebirge hör till de nordliga Kalkalperna.
Terrängen runt Feuerkogel är bergig söderut, men norrut är den kuperad. Närmaste större samhälle är Ebensee, 4,3 km öster om Feuerkogel. 

## Vegetation
I omgivningarna runt Feuerkogel växer i huvudsak blandskog. Runt Feuerkogel är det ganska tätbefolkat, med 65 invånare per kvadratkilometer.

## Turism
Sedan 1927 går en kabinbana från Ebensee upp på berget till berghotellet Feuerkogel. Kabinbanan underlättar för vandrare att ta sig upp på berget och möjliggör på så sätt turer på Großer Höllkogel eller att man korsar Höllengebirge till Hochleckenhaus, med mellanstationen Rieder Hütte.
Så tidigt som 1936 fanns det en skidlift för cirka 8 personer.
Idag finns det däremot liftanläggningar på totalt 12 kilometer till skidbackarna. En mycket krävande 6 km lång opreparerad nerfart leder direkt från berget ner till det bebyggda området vid Ebensee.

## Arrangemang
Med anledning av kabinbanans 80-årsdag hölls mellan 3 och 4 mars 2007 en stor fest och en traditionell nostalgiskidtävling. Den idrottsliga höjdpunkten är bergsloppet på Feuerkogel som äger rum i augusti varje år. Feuerkogel-Berglauf är det av Österrikes bergslopp som har de flesta deltagarna. 1997 anordnades Berglauf-Europameisterschaften (EM i bergslopp).

## Vindmätningar på Feuerkogel
På toppen av Feuerkogel registrerades 26 december 1999 den någonsin i Österrike högsta uppmätta vindhastigheten med 220 km/h. Genom sitt höjdläge fortsätter vindmätningsstationen på Feuerkogel att registrera rekordvärden. Sålunda uppmättes under orkanen Kyrill i januari 2007 denna orkans högsta värde i Österrike på 207 km/h.

## Webbsidor
- Wikimedia Commons har media som rör Feuerkogel.
- www.feuerkogel.net
- Utsikt från Feuerkogel

Den här artikeln är helt eller delvis baserad på material från tyskspråkiga Wikipedia, 22 april 2016.